# Ulica Braci Rohatyńców
Ulica Braci Rohatyńców, 1795-1871 ulica Nowa, 1871-1946 ulica Sobieskiego (1941-1944 Königstraße), 1946-1991 ulica Komsomolska - jedna z ulic śródmieścia Lwowa. Wytyczona w końcu XVIII wieku w miejscu wyburzonych murów miejskich. Prowadzi od Wałów Hetmańskich do Arsenału Miejskiego. Nazwa upamiętnia braci Iwana i Jurija Rohatyńców, zamożnych ruskich mieszczan lwowskich z XVI w., współkierujących lwowskim bractwem stauropigialnym.